# Rivalidad futbolística entre Juventus Football Club y Associazione Calcio Milan
La rivalidad futbolística entre Juventus Football Club y Associazione Calcio Milan, conocida también como el Juve-Milan o el Derby dei Campioni (en español, Derbi de los campeones), es el partido que enfrenta a los dos equipos más laureados del fútbol italiano, la Juventus Football Club y el Associazione Calcio Milan, siendo el primero el club más laureado del fútbol nacional y a nivel absoluto del país mediterráneo y el segundo aquel con más títulos en el escenario internacional del citado país. El nombre del encuentro proviene de los tifosi del Milan, para contrarrestar el 'Derbi de Italia', que es el partido entre el Inter y la Juve. Se han enfrentado un total de 244 partidos, donde la mayoría son de la Serie A, pero también se han enfrentado en la Copa Italia, en la Supercopa de Italia e incluso en la final de la Liga de Campeones de la UEFA 2002-2003 donde ganaron los Rossoneri por la vía de los penales.
El enfrentamiento deportivo entre la Juventus y el Milan, en lo que respecta al campeonato de la Serie A, ha sido muy a menudo un partido entre equipos que luchan por las primeras posiciones de la clasificación, determinando en ocasiones la concesión del Scudetto. Se trata, pues, de un "clásico" del fútbol italiano, así como de un encuentro muy sentido por los aficionados de ambas partes. Es el partido más disputado en la historia del campeonato de fútbol italiano y con el mayor número de ediciones, y es el más antiguo que se sigue jugando en la actualidad, ya que se disputó por primera vez el 28 de abril de 1901.
El desafío entre el bianconeri y el rossoneri se vive a menudo, de forma similar al derbi de Italia, como un reflejo de la rivalidad social y política entre Turín y Milán, las mayores ciudades del noroeste de Italia y, junto con Génova, componentes del llamado triángulo industrial, la región socioeconómica de mayor desarrollo deportivo del país; entre mediados de la década de 1980 y mediados de la década de 2010, también se vio como el dualismo entre los Agnelli y Silvio Berlusconi, los exponentes de los dos propietarios que tuvieron la mayoría de la empresa durante más tiempo, así como dos de las familias simbólicas de la Primera y la Segunda República italiana, respectivamente.

## Origen de la rivalidad
Diversos aspectos han contribuido a que exista una gran rivalidad entre ambos clubes como los son, en lo deportivo, el palmarés, la popularidad, la tradición histórica, entre otros.
También hace falta destacar que la rivalidad entre ambos clubes es a menudo vista normalmente de manera análoga al Derbi de Italia tal vez como el súper clásico para muchos como una rivalidad extra-deportiva que implica un encuentro de las ciudades de Milán y Turín capitales de Lombardía y Piamonte que son las dos ciudades más importantes de Italia noroccidental que es la región más desarrollada económicamente del país y que junto a Génova forman el triángulo industrial italiano. En lo que a logros se refiere, la Juventus posee 60 títulos a nivel nacional (36 campeonatos de Serie A, 15 Copas de Italia, 9 Supercopas de Italia) y 11 a nivel internacional (2 Copas Intercontinentales, 2 Copa de Europa / Liga de Campeones de la UEFA, 1 Recopa de Europa, 3 Copas de la UEFA, 1 Copa Intertoto de la UEFA y 2 Supercopas de Europa). Los rossoneri poseen 32 títulos a nivel nacional (19 campeonatos de Serie A, 5 Copas de Italia, 8 Supercopas de Italia) y 20 a nivel internacional (3 Copas Intercontinentales, 7 Copa de Europa / Liga de Campeones de la UEFA, 2 Recopas de Europa, 5 Supercopas de Europa, 2 Copas Latinas y 1 Mundial de Clubes). 
Otro aspecto es el de la popularidad de los clubes. Juventus y Milan son dos de los clubes más populares de Italia, según un sondeo realizado por el Instituto Demos y publicado en el diario La Repubblica en agosto de 2008. La Juventus se ubica primero con alrededor de 12 millones de aficionados (uno de cada cuatro sobre el territorio italiano), lo que representa un 30,5% de preferencias, mientras que el Milan se ubica segundo en las preferencias con el 16,6%.

## Historia
El primer partido entre ambos equipos, se produjo en un encuentro amistoso que tuvo lugar en Milán el 22 de abril de 1900, donde el triunfo de lo llevaría el Milán por 2-0. El 27 de mayo siguiente se disputó el segundo partido de la historia entre ambos equipos, donde volvió a ganar el equipo rossonero, que se hizo así con la Medalla del Rey en un partido único. El primer partido del campeonato se jugó en cambio el 28 de abril de 1901, y el Milán volvió a ganar, esta vez por 3-2. En 1906, el Milan ganaría, por defecto, su segundo Scudetto, ya que los bianconeri no se presentaron a la eliminatoria decisiva en señal de protesta, al considerar que el terreno de juego elegido para el partido, el del club Unione Sportiva Milanese, no era lo suficientemente neutral.
Otro partido con muchos goles se vio en 1910, cuando la Juventus ganó 5-3. También hay que destacar el campeonato de 1911-12, cuando los rossoneri golearon a los bianconeri por 4-0 en Turín y 8-1 en casa, con el belga Louis Van Hege como autor de un repoker. Debido a los acontecimientos de la Primera Guerra Mundial, en la temporada 1915-16 los torneos regulares se sustituyeron en el noroeste por una Copa Federal especial, donde el AC Milan se llevaría la copa, por un punto sobre la Juve y el Modena; en la ronda final, donde rossoneri y bianconeri se repartieron victorias en casa, un 3-2 en Milán y un 2-0 en Turín.
Con el fin de las hostilidades en el frente, en el período de entreguerras se produjeron nuevas goleadas como en 1924, un 5-3 en casa para la Vecchia Signora que había entrado en la órbita de la familia Agnelli el año anterior, en 1925, un 6-0 de nuevo en Turín para los locales, y de nuevo en 1927, cuando los piamonteses ganaron 8-2.
En la edición de la Copa Italia de 1941-42 los dos equipos se enfrentaron en la final, donde los bianconeri se impusieron: En la ida el partido terminó 1-1, pero en la vuelta la Juventus se impuso en Turín con un 4-1 que vio al mejor goleador de aquella edición, el albanés Riza Lushta, autor de un triplete; por parte del Milan -nombre que entonces adoptó el equipo rossonero por razones políticas- el único que marcó fue el futbolista Aldo Boffi.
Con el fin de la Segunda Guerra Mundial, a partir de la segunda mitad de la década de 1940 el duelo comenzó a convertirse en un desafío por el título. En 1947, la Juventus, líder, al caer en casa por 2-1 contra el Milan, perdió también la posibilidad de ganar el Scudetto, que finalmente fue para el Grande Torino con diez puntos de ventaja, mientras que los rossoneri acabaron en cuarta posición. En la temporada 1949-50, después de quince años, la Juve ganó el título con 62 puntos, cinco más que el segundo clasificado, el Milán. Paradójicamente, si en octubre el partido se saldó con una victoria a domicilio del equipo turinés, en febrero el Milan se impuso por 7-1, con los goles del trío ofensivo Gre-No-Li: un triplete del máximo goleador del torneo, Gunnar Nordahl, y un gol cada uno de Nils Liedholm y Gunnar Gren. El partido entre los bianconeri y los rossoneri pasó a la historia también en lo que respecta a los medios de comunicación: en el marco de las emisiones experimentales de la RAI (las oficiales, incluidas las deportivas, comenzaron el 3 de enero de 1954), el partido disputado en el Estadio Olímpico de Turín, el 5 de febrero de 1950, fue objeto de la primera emisión televisiva nacional en directo, con la voz de Carlo Bacarelli.
En la temporada siguiente le tocó a los rossoneri romper una sequía mucha más extensa, volviendo a ganar el Scudetto después de cuarenta y cuatro años, frente a una Juventus tercera en la clasificación por detrás del Inter de Milán. El Diavolo empató en Turín (1-1) y ganó en casa (2-0); Nordahl repitió el título de máximo goleador, una reivindicación que retomaría a lo largo de la década (1953, 1954 y 1955), todas con los rossoneri. 
A esto le siguió el campeonato de 1951-52, en el que los bianconeri, gracias a los goles de su máximo goleador, John Hansen, se hicieron con el primer puesto, con 60 puntos, mientras que los rossoneri fueron segundos, a siete puntos. El resultado fue de 1-1 en Milán y de 3-1 en Turín para los anfitriones. La temporada 1952-53 fue para los nerazzurri, mientras que la Juve y el AC Milan fueron respectivamente segundos y terceros a corta distancia. En ese torneo, los rossoneri ganaron por 3-0 en Turín y los bianconeri por 2-1 en Milán. En 1955, el Scudetto acabó para el Milan, donde el 2 de enero ganó por 4-3 en Turín, con Juventus en séptima posición al final de la temporada. El 31 de marzo de 1957, el resultado fue un 4-1, esta vez en casa, de nuevo para los rossoneri, que volvieron a ser campeones, con la Juventus en el noveno puesto. El 16 de noviembre de 1958, el desafío terminó con nueve goles: los rossoneri ganaron 5-4 en casa de los bianconeri, que acabaron cuartos, mientras que el título lo ganó el Milan. En el campeonato de 1959-60, el Scudetto fue prerrogativa de la Juventus de Omar Sívori, el máximo goleador del torneo, con el Milan en tercer lugar. El partido de ida se saldó con un 2-0 en Milán para los bianconeri, al igual que la vuelta, con un 3-1.
En la temporada 1962-63 el título fue para el Nerazzurri, con la Juventus y el Milán detrás de ellos en la clasificación. Un campeonato en el que los turineses ganaron en casa por un estrecho margen, mientras que el partido de vuelta se saldó con un 0-0. El Milan se consagraría campeón de la Copa de Campeones de Europa 1962-63, el primer éxito de un equipo italiano en la máxima competición europea de clubes.

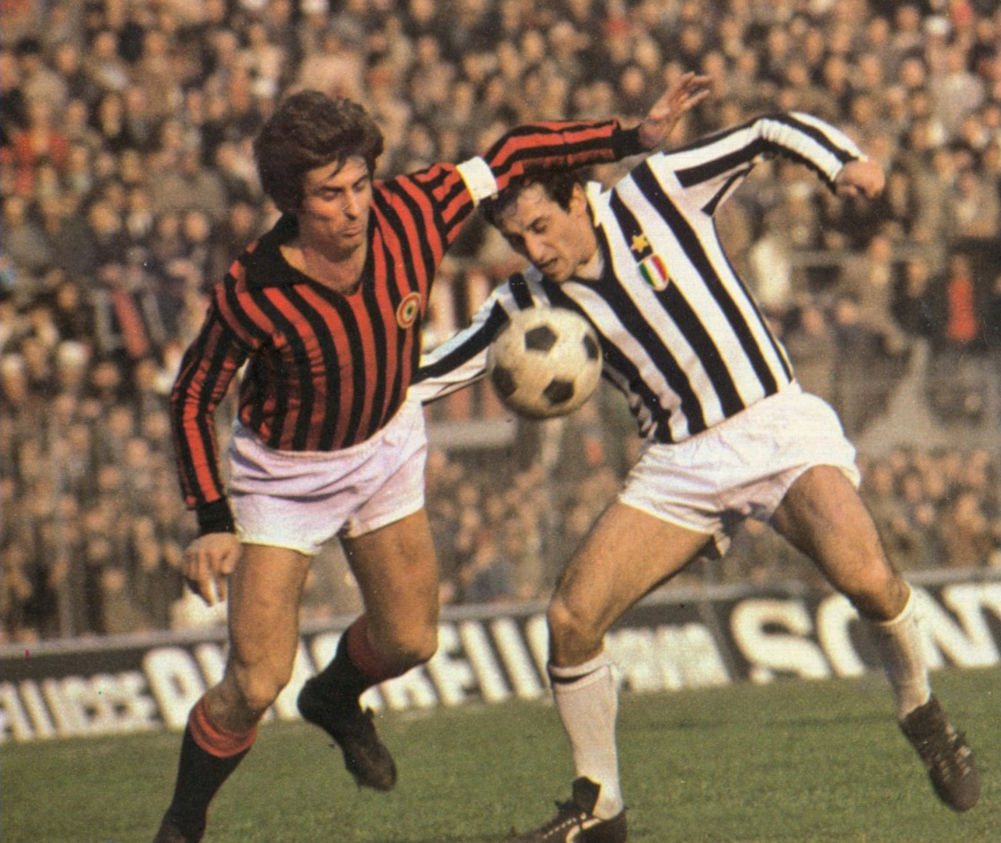
Un enfrentamiento entre los abanderados Rivera (AC Milan) y Furino (Juventus) durante el partido del 25 de noviembre de 1973.

En la temporada 1971-72 los bianconeri ganaron su 14º Scudetto, mientras que los rossoneri, segundos en la clasificación, ganaron la Copa Italia. En el campeonato, el equipo piamontés se impuso en el partido de ida por 4-1 en San Siro, mientras que el partido de vuelta fue 1-1. La historia se repitió en 1972-73, cuando la Juventus ganó su segundo título nacional consecutivo, mientras que el Milan, de nuevo segundo a un punto, repitió el éxito en la copa nacional. Ambos partidos terminaron con un empate 2-2. La temporada también sirvió para que el Milan triunfara en Europa, ya que volvió a ganar la Recopa de Europa 1972-73. En cuanto a la Copa Italia ganada por los Diavoli, la final se jugó contra la Juve, por segunda vez en la historia del club: el partido terminó 1-1 (goles de Bettega para la Juventus y del rossonero Romeo Benetti), por lo que se llegó a la prórroga y luego a los penaltis, donde se impusieron los milaneses, dirigidos por Nereo Rocco.
En 1978-79, después de haber estado a punto de ganar varias veces a principios de la década, el AC Milan se convirtió en campeón de Italia por décima vez, ganando a su vez la estrella que los bianconeri ya tenían desde hacía dos décadas; la propia Juventus fue tercero en la clasificación y ganaron la Copa Italia. El resultado fue de 1-0 en Turín para los anfitriones y de 0-0 en Milán, en lo que respecta a los partidos del campeonato.
A principios de los años ochenta, el Milan, envuelto en el escándalo del Totonero, descendió dos veces (en 1980 por decisión de la justicia deportiva, mientras que en 1982 en el campo) a la Serie B: se produjo un empobrecimiento técnico del equipo milanés, que durante la mayor parte de esta década fue incapaz de competir en la cima. La brecha pasó a reducirse en la segunda mitad de la década, con la llegada de Silvio Berlusconi, donde reavivó la ya histórica rivalidad entre ambos clubes. En 1988-89, el Diavolo, entrenado por Arrigo Sacchi y con Franco Baresi y el trío holandés Gullit-Rijkaard-Van Basten, este último máximo goleador, ganó la Copa de Campeones de Europa 1988-89; además, quedó tercero en el campeonato por delante de los bianconeri. En Turín el resultado fue de 0-0, mientras que en Milán el partido terminó con un 4-0 a favor de los anfitriones.
En 1989-90, el equipo milanés del máximo goleador, Van Basten, quedó en segundo lugar, y la Juventus siguió de nuevo cuarto: El equipo turinés dirigido por Dino Zoff, que también atravesaba un periodo de declive en el campeonato, obtuvo la Copa Italia al vencer a los rossoneri en la final, en la tercera final de la copa nacional entre ambos equipos, gracias a un empate sin goles en la ida en Turín y a una victoria por 1-0 en la vuelta en Milán. En la liga los partidos se saldaron con dos victorias en casa, 3-2 para los rossoneri en Lombardía y 3-0 para los bianconeri en Piamonte. En 1990, el Milan y la Juve también triunfaron en Europa, respectivamente en la Copa de Campeones y la Copa de la UEFA, contribuyendo a celebrar un año histórico para el fútbol italiano que, gracias también al éxito de la Sampdoria en la Recopa, vio cómo las tres competiciones continentales más importantes eran ganadas por equipos de Italia.
En 1991-92 el equipo lombardo, también gracias a Van Basten, de nuevo como máximo goleador, ganó el Scudetto por delante de los piamonteses, segundos y a ocho puntos de distancia; ambos desafíos terminaron con un 1-1. En la Copa Italia los equipos se enfrentaron en la semifinal, en la que se impusieron los bianconeri (0-0 en Milán y 1-0 en Turín); ésta siendo la única derrota oficial de los rossoneri esa temporada, que ganaron la liga de manera invicta. En la temporada 1993-94, el Milan volvió a ser primero, superando al segundo clasificado, la Juventus, por tres puntos. Fue una temporada positiva para los rossoneri de Capello donde también obtuvieron la Liga de Campeones. En la Serie A, los partidos se saldaron con un empate a uno y un 1-0 fuera de casa para los lombardos.
En la temporada 1994-95, el Milan fue cuarto, mientras que la Vecchia Signora volvió a ganar el campeonato después de nueve años, junto con la Copa Italia. Los bianconeri ganaron los dos partidos: 1-0 en Turín y 2-0 en Milán. La situación se invirtió la temporada siguiente, en la que el AC Milan se proclamó campeón de Italia gracias a los goles de Marco Simone y del Balón de Oro, George Weah, así como a la contribución de Roberto Baggio, que llegó en verano procedente de Juventus. Mientras tanto en esa misma temporada, los bianconeri triunfaron en la Liga de Campeones. En la liga, los rossoneri ganaron 2-1 en casa y empataron en Piamonte. El 6 de abril de 1997, el partido en Milán terminó 6-1 a favor de la Juventus, que ganó el Scudetto, mientras que para los lombardos fue un año infeliz que terminó en el undécimo lugar. Incluso el partido del campeonato del 28 de marzo de 1998 terminó a favor del equipo de Turín, todavía campeón de Italia, con una victoria en casa por 4-1 contra el decepcionante equipo de Lombardía, décimo al final del torneo.
Al cabo de unos años, en 1999-2000, ambos equipos volvieron a estar entre los mejores de la Serie A. El Scudetto fue para la Lazio, que sufrió durante la mayor parte de la temporada contra los bianconeri, a los que derrotó en la última jornada por un solo punto, mientras que el Milan de Alberto Zaccheroni, que ostentaba el título y tenía a Andriy Shevchenko en lo alto de la tabla de goleadores, acabó tercero, a once puntos del líder.

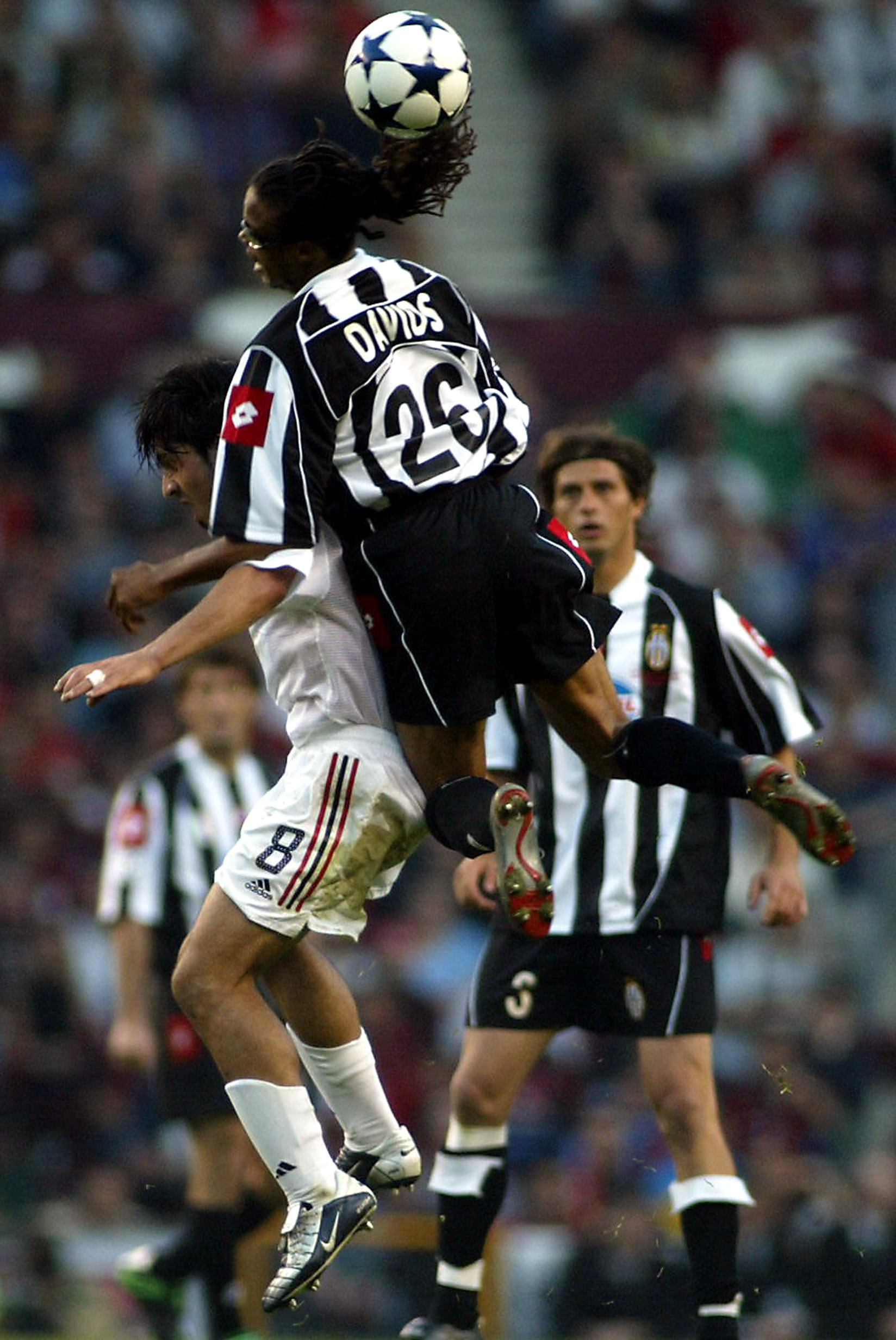
Gattuso (Milan) y Davids (Juventus) durante la final de la Liga de Campeones 2002-03.

En la temporada 2002-03, el Milan ganó la Liga de Campeones y la Copa Italia, quedando tercero en el campeonato, mientras que el equipo de Turín obtuvo el Scudetto. Ese año resultó ser memorable para el fútbol italiano en el ámbito internacional: tras eliminar al Inter en las semifinales por la regla de los goles fuera de casa, el Milan triunfó en la Liga de Campeones al vencer en la final a la Juventus mediante los penaltis, en la primera y hasta ahora única final de la máxima competición europea que enfrentó a dos clubes italianos.
Al comienzo de la temporada 2003-04, por los títulos obtenidos, en la liga por la Vecchia Signora y en la Copa Italia por los Diablos, volverían a enfrentarse, esta vez en la Supercopa de Italia: en un desafío que se decidiría por los lanzamientos desde el punto de penalti, la Juventus se impuso después de que el partido hubiera terminado 1-1 en la prórroga, gracias a los goles, por parte del rossoneri, Andrea Pirlo y David Trezeguet para el bianconeri.
En la temporada 2005-06, la Juventus y el Milan volvieron a ser primero y segundo, pero ambos se vieron afectados por las decisiones de la justicia deportiva tras el Calciopoli: los piamonteses fueron rebajados al último lugar y relegados a la Serie Cadetta, mientras que los lombardos fueron penalizados con 30 puntos, sanción que les impidió reclamar el título, que fue a parar al tercer clasificado, el Inter.
En la temporada 2011-12, el Milan de Allegri, que se proclamó campeón la temporada anterior, no pudo repetir el Scudetto, quedando segundo por detrás de la Juventus de Antonio Conte. El choque en el Juventus Stadium se saldó con una victoria para los locales por 2-0, mientras que en Milán, los equipos empataron a uno: este último fue un resultado que alimentó fuertes escaramuzas entre los dos equipos, que se prolongaron durante el resto del campeonato, ya que se vio empañado por varios errores arbitrales, como los goles regulares no validados primero por el milanista Sulley Muntari y luego por el juventino Alessandro Matri.

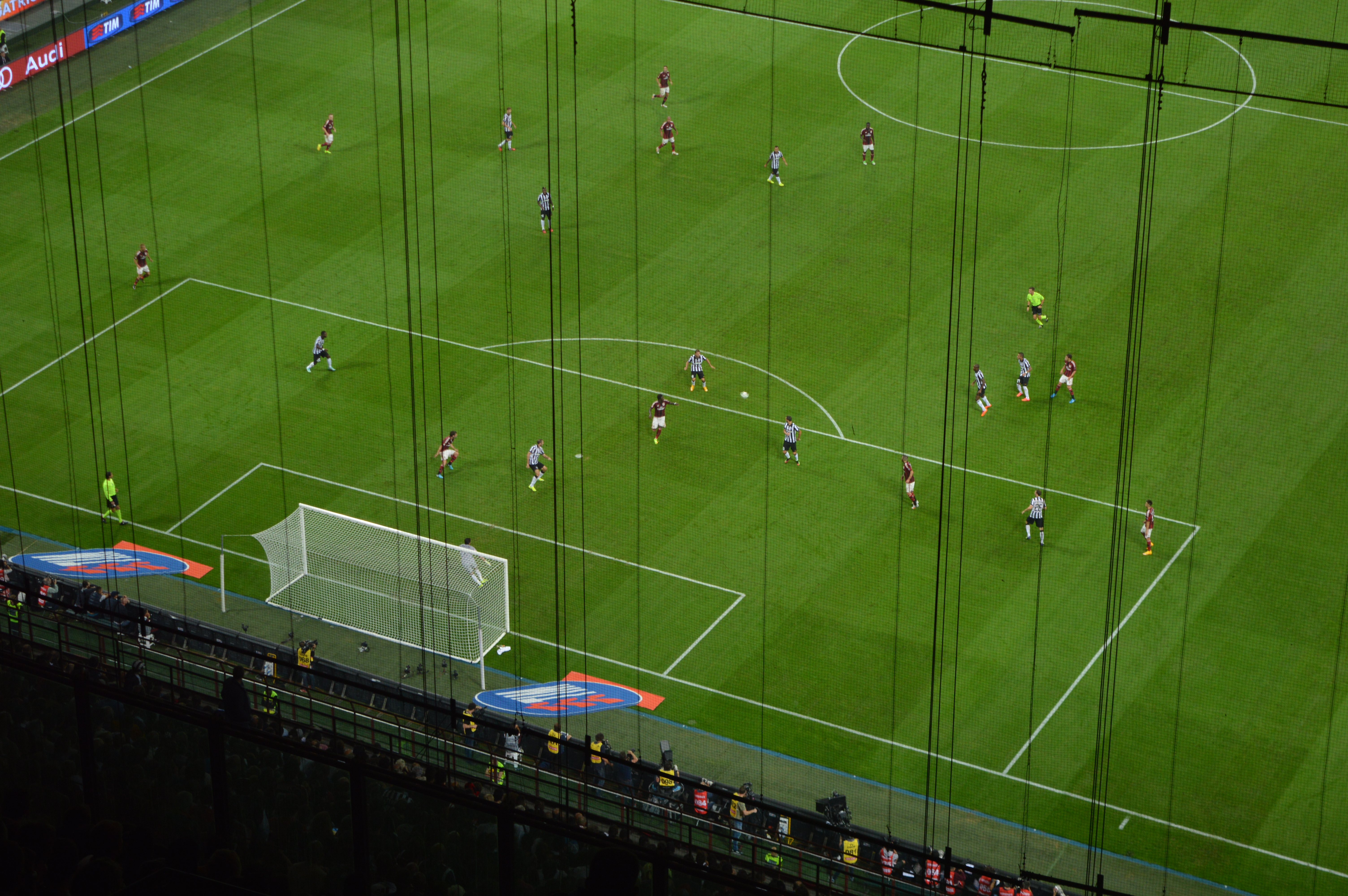
Derbi disputado en San Siro (2014).

A partir de aquí, el Milan pasó por un proceso de recorte técnico y económico, coincidiendo con el final de los treinta años de la era Berlusconi, que no le permitió mantenerse en la cima; por el contrario, la Juventus, que entretanto pasó a manos del exentrenador rossonero Allegri, establecerá en el mismo periodo un ciclo victorioso que reescribirá varios récords del fútbol italiano.
No obstante, en la segunda mitad de la década de 2010 los dos rivales volvieron a competir por los trofeos: en 2016 se enfrentaron en la final de la Copa Italia en la que se impuso el conjunto turinés a partido único, gracias al 1-0 de Álvaro Morata en la prórroga, condenando a los de Cristian Brocchi, y unos meses después en su segundo enfrentamiento de la Supercopa de Italia 2016, esta vez ganada por el Milan, que superó a la Juventus por 4-3 en la tanda de penaltis (tras el 1-1 en el 120' con goles de Chiellini y Bonaventura). En 2018, la final de la copa nacional escenificó el dualismo rojiblanco por quinta vez en su historia, con el once de Allegri esta vez superando claramente a los hombres de Gattuso por 4-0 (doblete de Mehdi Benatia, uno de Douglas Costa y uno en propia puerta de Nikola Kalinić); un guion similar se repitió en la Supercopa de Italia 2018, cuando un gol de Cristiano Ronaldo determinó la victoria una vez más para los piamonteses.
En la temporada 2019-20, la semifinal de la Copa Italia hizo que los dos clubes se encontraran nuevamente: fue la Juventus la que se impuso, tras dos empates, debido a la regla del gol de visitante. El partido de vuelta en Turín, el 12 de junio, adquirió un significado extrafutbolístico especial, ya que fue el primer evento deportivo disputado en Italia tras el parón forzoso provocado por la pandemia del COVID-19.
En la temporada 2024-25, se volvieron a enfrentar en la Supercopa de Italia 2024, esta vez en el formato de 4 equipos en el cual estarían el campeón y subcampeón de la Copa Italia y el campeón y subcampeón de la Serie A. La Juventus iría como campeón de Copa y el Milan como subcampeón de la Serie A. Ambos equipos se enfrentarían en la semifinal de torneo, donde los rossoneri lograrían imponerse con un 1-2 a su favor, pasando así a la final.

## Comparaciones a nivel estadístico
Para un completo resumen estadístico de los enfrentamientos véase Estadísticas de la Rivalidad futbolística entre Juventus Football Club y Associazione Calcio Milan
Es de destacar la importancia que estos dos clubes tienen estadísticamente en competencias tanto nacionales como internacionales, ya que ambos ocupan posiciones destacadas en distintas competencias: dentro de la clasificación histórica de la Serie A, la Juventus se posiciona en el 1º lugar y el Milan en el 3º, mientras que la Juventus encabeza la clasificación general publicada por la FIGC seguida del equipo lombardo; en la clasificación histórica de la Liga de Campeones de la UEFA ambos equipos se ubican en el 5º y 6º lugar, respectivamente, en la clasificación histórica de clubes italianos en competencias europeas la Juventus se posiciona en el 1º lugar y el Milan en el 3º, mientras que en la clasificación general ocupan el 4° y 8° puesto, respectivamente. Asimismo, ambos son los dos equipos italianos con más finales internacionales oficiales disputadas (la Juventus con 20 y el Milan con 32), y más títulos ganados (11 y 20, respectivamente).

## Estadísticas
Actualizado al 18 de enero de 2025
|                     | Partidos | Ganados Juventus | Empates | Ganados Milan | Goles Juventus | Goles Milan |
| Prima Categoria     | 18       | 7                | 3       | 8             | 23             | 33          |
| Prima Divisione     | 6        | 3                | 3       | 0             | 15             | 6           |
| Divisione Nazionale | 8        | 3                | 3       | 2             | 18             | 11          |
| Serie A             | 180      | 69               | 58      | 53            | 246            | 227         |
| Total Liga          | 212      | 82               | 67      | 63            | 302            | 277         |
| Coppa Italia        | 27       | 11               | 9       | 7             | 34             | 28          |
| Supercoppa Italiana | 4        | 1                | 2       | 1             | 4              | 4           |
| Champions League    | 1        | 0                | 1       | 0             | 0              | 0           |
| Total oficial       | 244      | 94               | 79      | 71            | 340            | 309         |
| Partidos amistosos  | 63       | 21               | 11      | 31            | 99             | 122         |
| Total               | 307      | 115              | 91      | 101           | 439            | 431         |

Nombres de equipos en la época. Indicados partidos de finales definitorios de un título.

### Partidos que decidieron un título
Ambos equipos se han enfrentado en una instancia definitiva en un total de 10 ocasiones; 5 en Copa Italia, 3 en Supercopa de Italia,  1 en Champions League y 1 en el Campeonato Italiano; con historial favorable para la Vecchia Signora (6-4).
| Temporada                    | Campeón                   | Resultado           | Subcampeón                | Sede Final                                              |
| Campeonato Italiano          | Campeonato Italiano       | Campeonato Italiano | Campeonato Italiano       |                                                         |
| ---------------------------- | ------------------------- | ------------------- | ------------------------- | ------------------------------------------------------- |
| 1906                         | Associazione Calcio Milan | 0 - 0, 2 - 0        | Juventus Football Club    | Campo di Via Comasina, Milán                            |
| Copa Italia                  |                           |                     |                           |                                                         |
| 1941-42                      | Juventus Football Club    | 1 - 1, 4 - 1        | Associazione Calcio Milan | Stadio San Siro, Milán / Stadio Benito Mussolini, Turín |
| 1972-73                      | Associazione Calcio Milan | 1 - 1 (5-2 pen.)    | Juventus Football Club    | Estadio Olímpico de Roma                                |
| 1989-90                      | Juventus Football Club    | 0 - 0, 1 - 0        | Associazione Calcio Milan | Stadio Comunale, Turín / Stadio San Siro, Milán         |
| 2015-16                      | Juventus Football Club    | 1 - 0 (pró.)        | Associazione Calcio Milan | Estadio Olímpico de Roma                                |
| 2017-18                      | Juventus Football Club    | 4 - 0               | Associazione Calcio Milan | Estadio Olímpico de Roma                                |
| Supercopa de Italia          |                           |                     |                           |                                                         |
| 2003                         | Juventus Football Club    | 1 - 1 (5-3 pen.)    | Associazione Calcio Milan | Giants Stadium, Nueva York, Estados Unidos              |
| 2016                         | Associazione Calcio Milan | 1 - 1 (4-3 pen.)    | Juventus Football Club    | Estadio Jassim bin Hamad, Doha, Catar                   |
| 2018                         | Juventus Football Club    | 1 - 0               | Associazione Calcio Milan | King Abdullah Sports City, Yeda, Arabia Saudita         |
| Liga de Campeones de la UEFA |                           |                     |                           |                                                         |
| 2002-03                      | Associazione Calcio Milan | 0 - 0 (3-2 pen.)    | Juventus Football Club    | Old Trafford, Mánchester, Inglaterra                    |

### Tabla histórica de goleadores
A continuación se muestra la lista de jugadores que han marcado en partidos oficiales.
| Pos. | Jugador              | Equipo                  | Goles |
| ---- | -------------------- | ----------------------- | ----- |
| 1    | José Altafini        | Milan (13) Juventus (1) | 14    |
| 2    | Aldo Boffi           | Milan                   | 12    |
| 3    | Gunnar Nordahl       | Milan                   | 11    |
| 4    | Gianni Rivera        | Milan                   | 10    |
| 5    | Louis Van Hege       | Milan                   | 9     |
| 5    | Roberto Bettega      | Juventus                | 9     |
| 5    | Giampiero Boniperti  | Juventus                | 9     |
| 5    | Felice Borel         | Juventus                | 9     |
| 5    | Alessandro Del Piero | Juventus                | 9     |
| 10   | Omar Sívori          | Juventus                | 8     |
| 10   | Piero Pastore        | Milan (1) Juventus (7)  | 8     |
| 10   | Filippo Inzaghi      | Milan (3) Juventus (5)  | 8     |
| 13   | Pietro Anastasi      | Juventus                | 7     |

### Jugadores con mayor cantidad de encuentros disputados
A continuación se muestra la lista de los principales jugadores con más apariciones en competiciones oficiales.
| Posición | Nombre                | Equipo                    | Presencias |
| -------- | --------------------- | ------------------------- | ---------- |
| 1        | Paolo Maldini         | Milan                     | 45         |
| 2        | Franco Baresi         | Milan                     | 40         |
| 3        | Gianni Rivera         | Milan                     | 39         |
| 4        | Gianluigi Buffon      | Juventus                  | 34         |
| 5        | Alessandro Del Piero  | Juventus                  | 32         |
| 6        | Mauro Tassotti        | Milan                     | 31         |
| 6        | Alessandro Costacurta | Milan                     | 31         |
| 8        | Giuseppe Furino       | Juventus                  | 29         |
| 8        | Sandro Salvadore      | Milan (4), Juventus (25)  | 29         |
| 8        | Andrea Pirlo          | Milan (19), Juventus (10) | 29         |
| 8        | Leonardo Bonucci      | Milan (2), Juventus (27)  | 29         |
| 12       | Giampiero Boniperti   | Juventus                  | 27         |
| 12       | Giorgio Chiellini     | Juventus                  | 27         |
| 12       | Mario Varglien        | Juventus                  | 27         |

### Récords
- Mayor goleada: Milan 8–1 Juventus (1911-12)
- Mayor cantidad de goles en un partido: Juventus 8–2 Milan (1926–27)
- Mayor goleada de Juventus: Juventus 8–2 Milan (1926–27); Juventus 6–0 Milan (1925–26)
- Mayor goleada de Milan: Milan 8–1 Juventus (1911–12)
- Empate con más goles: Juventus 3–3 Milan (1930–31); Milan 3–3 Juventus (1946–47)
- Mayor goleada de Juventus como visitante: Milan 1–6 Juventus (1996–97)
- Mayor goleada de Milan como visitante: Juventus 1–7 Milan (1949–50)
- Mayor racha sin perder: 12 partidos para Juventus del 23-12-2016 hasta el 12-06-2020

### Futbolistas que han jugado en ambos equipos
Listado de los jugadores que han jugado en la Juventus e AC Milan durante su carrera.
| Lista completa |
| --- |
| A - Christian Abbiati - José Altafini B - Roberto Baggio - Romeo Benetti - Enrico Boniforti - Leonardo Bonucci C - Enrico Candiani - Riccardo Carapellese - Luigi Cevenini D - Oscar Damiani - Edgar Davids - Mattia De Sciglio I - Zlatan Ibrahimović - Filippo Inzaghi K - Pierre Kalulu M - Giuseppe Meazza - Bruno Mora - Álvaro Morata P - Andrea Pirlo R - Paolo Rossi S - Sandro Salvadore - Aldo Serena T - Giuseppe Torriani V - Vinicio Verza - Patrick Vieira - Pietro Vierchowod - Christian Vieri - Pietro Paolo Virdis Z - Gianluca Zambrotta |

### Entrenadores que han dirigido en ambos equipos
| Lista completa |
| --- |
| A - Massimiliano Allegri - Carlo Ancelotti C - Fabio Capello T - Giovanni Trapattoni V - József Viola Z - Alberto Zaccheroni |

## Palmarés
A continuación se expone una tabla comparativa de trofeos ganados por ambos clubes:
| Juventus F. C. | 36 | 15 | 9 | 2 | 3 | 1 | 2 | 1 | 2 | - | 71 |
| A. C. Milan | 19 | 5  | 8 | 7 | - | 2 | 5 | - | 3 | 1 | 50 |
| Datos actualizados a la consecución de un último título por parte de alguno de los implicados el 6 de enero de 2025. |    |    |   |   |   |   |   |   |   |   |    |

Nota: competiciones de izquierda a derecha, en negrita las copas vigentes: Campeonato de Liga, Campeonato de Italia de Copa, Supercopa de Italia, Copa de Europa/Liga de Campeones de la UEFA, Liga Europa de la UEFA, Recopa de Europa de la UEFA, Supercopa de Europa, Copa Intertoto, Copa Intercontinental UEFA-CONMEBOL, Mundial de Clubes de la FIFA.
En lo que se refiere a las 6 competiciones de primer orden; Liga, Copa de Italia, Supercopa de Italia, Champions, Supercopa de Europa y Mundial de Clubes / Intercontinental, los bianconeri llevan la delantera 66-48.

### Carácter nacional e internacional
Títulos de carácter nacional ganados por ambos equipos son: Campeonato de Serie A, Campeonato de Copa de Italia y Supercopa de Italia. Los de carácter internacional son: Liga de Campeones (antigua Copa de Europa), Liga Europa (Copa de la UEFA), Recopa de Europa, Supercopa de Europa, Copa Intertoto y Copa Mundial de Clubes (y su predecesora, Copa Intercontinental).
| Club           | Trofeos nacionales | Trofeos europeos | Trofeos mundiales | Total |
| -------------- | ------------------ | ---------------- | ----------------- | ----- |
| Juventus F. C. | 60                 | 9                | 2                 | 71    |
| A. C. Milan    | 32                 | 14               | 4                 | 50    |

Datos actualizados a: 6 de enero de 2025.

#### Evolución de los títulos
La siguiente tabla muestra los títulos conseguidos por ambos clubes organizados por décadas, indicándose a la izquierda los títulos obtenidos por el A. C. Milan y a la derecha los conseguidos por el Juventus F. C.:
Nota: No se incluyen competiciones amistosas o regionales.
En negrita los títulos conseguidos hasta esa década, y en cursiva de color verde los conseguidos durante la década indicada

| Años    |         |         |             |             |                    |                    |                            |                            |                  |                  |           |           |                |                |                     |                     |                   |                   | Total    | Total    |
|         | MILAN   | JUVE    | MILAN       | JUVE        | MILAN              | JUVE               | MILAN                      | JUVE                       | MILAN            | JUVE             | MILAN     | JUVE      | MILAN          | JUVE           | MILAN               | JUVE                | MILAN             | JUVE              | MILAN    | JUVE     |
| ------- | ------- | ------- | ----------- | ----------- | ------------------ | ------------------ | -------------------------- | -------------------------- | ---------------- | ---------------- | --------- | --------- | -------------- | -------------- | ------------------- | ------------------- | ----------------- | ----------------- | -------- | -------- |
| 1900-09 | 3       | 1       |             |             |                    |                    |                            |                            |                  |                  |           |           |                |                |                     |                     |                   |                   | 3        | 1        |
| 1910-19 | 3       | 1       |             |             |                    |                    |                            |                            |                  |                  |           |           |                |                |                     |                     |                   |                   | 3        | 1        |
| 1920-29 | 3       | 2 (+1)  |             |             |                    |                    |                            |                            |                  |                  |           |           |                |                |                     |                     |                   |                   | 3        | 2 (+1)   |
| 1930-39 | 3       | 7 (+5)  | -           | 1           |                    |                    |                            |                            |                  |                  |           |           |                |                |                     |                     |                   |                   | 3        | 8 (+6)   |
| 1940-49 | 3       | 7       | -           | 2 (+1)      |                    |                    |                            |                            |                  |                  |           |           |                |                |                     |                     |                   |                   | 3        | 9 (+1)   |
| 1950-59 | 7 (+4)  | 10 (+3) | -           | 3 (+1)      |                    |                    |                            |                            |                  |                  |           |           |                |                |                     |                     |                   |                   | 7 (+4)   | 13 (+4)  |
| 1960-69 | 9 (+2)  | 13 (+3) | 1 (+1)      | 5 (+2)      |                    |                    | 2                          | -                          | 1                | -                |           |           |                |                |                     |                     | 1                 | -                 | 14 (+7)  | 18 (+5)  |
| 1970-79 | 10 (+1) | 18 (+5) | 4 (+3)      | 6 (+1)      |                    |                    | 2                          | -                          | 2 (+1)           | -                | -         | 1         |                |                |                     |                     | 1                 | -                 | 19 (+5)  | 25 (+7)  |
| 1980-89 | 11 (+1) | 22 (+4) | 4           | 7 (+1)      | 1                  | -                  | 3 (+1)                     | 1 (+1)                     | 2                | 1 (+1)           | -         | 1         |                |                | 1                   | 1                   | 2 (+1)            | 1 (+1)            | 24 (+5)  | 34 (+9)  |
| 1990-99 | 16 (+5) | 25 (+3) | 4           | 9 (+2)      | 4 (+3)             | 2 (+2)             | 5 (+2)                     | 2 (+1)                     | 2                | 1                | -         | 3 (+2)    | -              | 1              | 3 (+2)              | 2 (+1)              | 3 (+1)            | 2 (+1)            | 37 (+13) | 47 (+13) |
| 2000-09 | 17 (+1) | 27 (+2) | 5 (+1)      | 9           | 5 (+1)             | 4 (+2)             | 7 (+2)                     | 2                          | Extinta          | Extinta          | -         | 3         | -              | 1              | 5 (+2)              | 2                   | 4 (+1)            | 2                 | 45 (+8)  | 51 (+4)  |
| 2010-19 | 18 (+1) | 35 (+8) | 5           | 13 (+4)     | 7 (+2)             | 8 (+4)             | 7                          | 2                          | Extinta          | Extinta          | -         | 3         | Extinta        | Extinta        | 5                   | 2                   | 4                 | 2                 | 48 (+3)  | 67 (+16) |
| 2020-29 | 19 (+1) | 36 (+1) | 5           | 15 (+2)     | 8 (+1)             | 9 (+1)             | 7                          | 2                          | Extinta          | Extinta          | -         | 3         | Extinta        | Extinta        | 5                   | 2                   | 4                 | 2                 | 50 (+2)  | 71 (+4)  |
| Años    | Serie A | Serie A | Copa Italia | Copa Italia | Supercopa Italiana | Supercopa Italiana | Copa de Europa / Champions | Copa de Europa / Champions | Recopa de Europa | Recopa de Europa | Copa UEFA | Copa UEFA | Copa Intertoto | Copa Intertoto | Supercopa de Europa | Supercopa de Europa | Mundial de Clubes | Mundial de Clubes | Total    | Total    |